# Néron (Eure-et-Loir)
Néron település Franciaországban, Eure-et-Loir megyében. Lakosainak száma 699 fő (2022. január 1.). Néron Nogent-le-Roi, Tremblay-les-Villages, Bouglainval, Chartainvilliers és Ormoy községekkel határos.

## Népesség
A település népességének változása:
| Lakosok száma | 267  | 471  | 616  | 654  | 629  | 649  | 656  | 659  | 667  | 699  |
|               | 1968 | 1982 | 1990 | 2006 | 2013 | 2015 | 2017 | 2019 | 2020 | 2022 |